# Quan hệ Cuba – Haiti
Quan hệ Cuba – Haiti đề cập đến mối quan hệ song phương giữa Cuba và Haiti. Cuba có đại sứ quán tại Port-au-Prince và Haiti có đại sứ quán tại La Habana.

## Lịch sử
Năm 1959, Cuba và Haiti đã cắt đứt quan hệ ngoại giao trong thời kỳ độc tài của François "Papa Doc" Duvalier. Duvalier cắt đứt quan hệ đầu tiên sau khi Mỹ thúc giục các quốc gia thành viên của Tổ chức các Quốc gia châu Mỹ đoạn tuyệt ngoại giao với Cuba từ sau Cách mạng Cuba. Năm 1977, dù không có quan hệ ngoại giao chính thức, các quốc gia Caribe đã ký Hiệp định Ranh giới Hàng hải Cuba – Haiti thiết lập ranh giới hàng hải chính thức tại Hành lang Windward. Jean-Bertrand Aristide và Fidel Castro đã đồng ý tái lập quan hệ vào năm 1997, rồi về sau Đại sứ quán Cuba được phép mở tại Port-au-Prince trong năm đó.

## Viện trợ và phát triển
Kể từ cơn bão Georges, Cuba đã gửi viện trợ y tế tới Haiti dưới hình thức bác sĩ, giáo dục và vật tư y tế. Hơn 3.000 bác sĩ được gửi tới Haiti kể từ năm 1998 và đào tạo 550 người Haiti tại Trường Y khoa Mỹ Latinh ở La Habana với 567 người Haiti hiện đang theo học tại ELAM tính đến năm 2010. Từ năm 1998 đến năm 2010, Cuba đã thực hiện hơn 207.000 ca phẫu thuật, phục hồi thị lực cho 45.000 người, 14,6 triệu lượt khám giữa bệnh nhân-bác sĩ, dạy cho 100.000 người cách đọc và giúp đỡ hạ sinh 100.000 trẻ em. Sau trận động đất Haiti năm 2010, Cuba là một trong những nước ứng phó đầu tiên cử các đội y tế đến khám cho hàng trăm nghìn bệnh nhân và thực hiện hơn 70.000 ca phẫu thuật. Đã có ghi nhận về sự thay đổi trong tỷ lệ tử vong ở trẻ sơ sinh và tuổi thọ trung bình ở Haiti nhờ viện trợ y tế của Cuba.

## Người Haiti ở Cuba
Người Cuba gốc Haiti có 300.000 người ở Cuba, với tiếng Creole Haiti là ngôn ngữ được nói nhiều thứ hai ở quốc gia này. Nhiều người đã đến đây trong những năm gần đây do thiên tai ở Haiti như trận động đất Haiti năm 2010.